# Гутенбрунн (торговая община)
Гутенбрунн (нем. Gutenbrunn) — торговая община (нем. Marktgemeinde) в Австрии, в федеральной земле Нижняя Австрия. 
Входит в состав округа Цветль.  Население составляет 589 человек (на 31 декабря 2005 года). Занимает площадь 27,4 км². Официальный код  —  32511.

## Политическая ситуация
Бургомистр общины — Адельхайд Эбнер (СДПА) по результатам выборов 2005 года.
Совет представителей общины (нем. Gemeinderat) состоит из 15 мест.
- СДПА занимает 10 мест.
- АНП занимает 5 мест.